# ルイジアナ大学ラファイエット校
ルイジアナ大学ラファイエット校（ULラファイエット、ULL、UL）は、アメリカ合衆国ルイジアナ州のラファイエットにある州立の研究大学である。
ルイジアナ大学システムの旗艦校である。学生数はシステム9校内で最大であり、ルイジアナ州で2番目に大きな大学である。ルイジアナ州立大学とともにルイジアナ州を代表する名門大学である。

## 概要
1898年に工業学校として設立された。20世紀には4年制の大学に発展し、1999年に現在の名称に変更された。
UL Lafayetteは、Carnegie R2のカテゴリ分類は、博士大学。
ルイジアナの唯一の博士号を提供している。ルイジアナ州の唯一の情報学の修士課程であり、ルイジアナ州の唯一の工業デザインの学位である。
この大学は、コンピュータサイエンス、エンジニアリング、建築において数々のマイルストーンを達成している。

## 著名な出身者
- ジーン・バッキー